# Louis Rosier
Pour les articles homonymes, voir Rosier (homonymie).

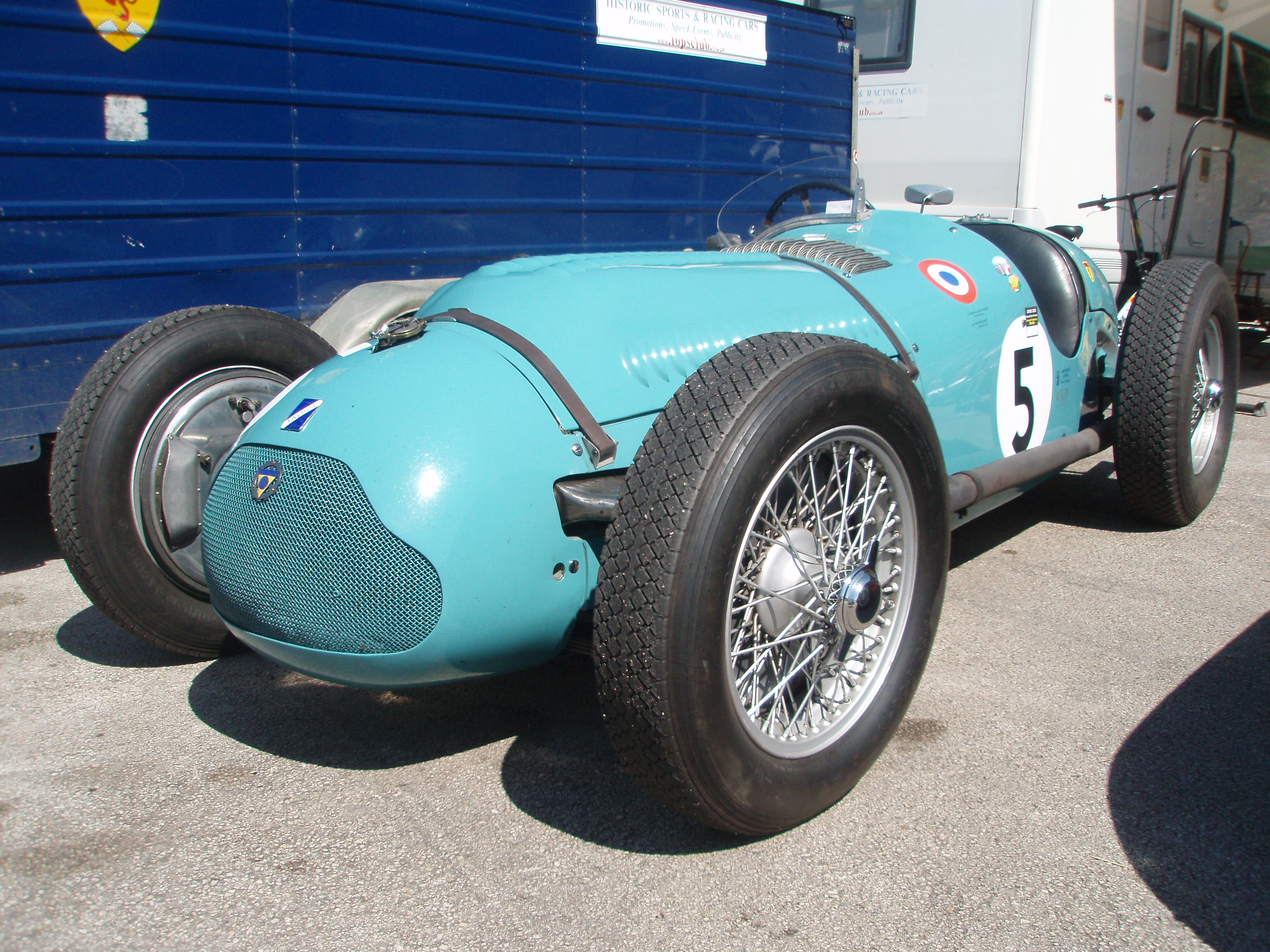
La Talbot-Lago T26C, utilisée par Rosier en 1951.

Louis Rosier, né le 5 novembre 1905 à Chapdes-Beaufort (Puy-de-Dôme), et mort le 29 octobre 1956 à Neuilly-sur-Seine des suites d'un accident survenu aux Coupes du Salon sur l'autodrome de Linas-Montlhéry le 7 octobre, est un pilote automobile français.

## Biographie
Fils d'un roulier travaillant sur les chantiers, Louis Rosier développe rapidement une passion pour les sport mécaniques. Il commence la compétition à dix-neuf ans par des épreuves locales de moto-cross. Passé à l'automobile, il remporte quelques succès de classe en courses de côtes. Il participe aussi au XIIe Critérium international Paris-Nice 1938 sur Talbot et, la même année, aux 24 Heures du Mans, sur un coupé  Talbot-Lago T150 SS en équipage avec Robert Huguet (abandon), au rallye du Soleil avec la même marque.
La guerre le voit devenir un résistant, actif au maquis de Lespinasse. Son épouse, Marie, déportée, est retrouvée en Tchécoslovaquie lors d’expéditions humanitaires montées par plusieurs officiers clermontois (Robert Huguet, Edmond Leclanché et Louis Rosier). Louis Rosier a reçu la Croix de guerre et la médaille de la résistance.
Il reprend la compétition en mai 1946 au Grand Prix du Forez, sur une Talbot T26. La même année il gagne la course de côte de Bellevue (Moulins)sur Talbot T150 SS, récidivant en 1947.
En 1950 et 1951, il remporte le Grand Prix des Pays-Bas sur une Talbot-Lago T26C. Il remporte les 24 Heures du Mans 1950 en solitaire : son fils, Jean-Louis Rosier, roule durant deux tours et Louis court pendant 23 h 10. À la fin de la saison, il termine 4e du tout premier championnat du monde de Formule 1 1950, et reste le premier français à être monté sur un podium de Formule 1.
Le 7 octobre 1956 aux Coupes du Salon, sur l'autodrome de Linas-Montlhéry, Louis Rosier, au volant d'une Ferrari 750 Monza, part en tonneau sur la piste mouillée au niveau de la contre-courbe Ascari. Il est transporté à l'hôpital de Neuilly-sur-Seine dans le coma et meurt le 29 octobre. Le Suisse Benoît Musy se tue le même jour dans la même épreuve au volant de sa Maserati 200S. Lors de ses obsèques à Clermont-Ferrand, le 2 novembre 1956, il est cité à l'ordre de la Nation par décision du Conseil des Ministres. Il est inhumé au cimetière des Carmes de Clermont-Ferrand.

## Écurie Rosier
Louis Rosier est le patron de l'Écurie Rosier qui a engagé des Talbot T26, des Maserati 4CLT, des Maserati 250F puis des Ferrari à partir de 1952 (Ferrari 375 F1 et Ferrari 500 peintes en bleu de France).
L'écurie a permis à Henri Louveau, Georges Grignard, Louis Chiron, Maurice Trintignant, André Simon et Robert Manzon de trouver un volant en compétition.

## Circuit de Charade
Louis Rosier est un des acteurs-clés du circuit de Charade. Après la Seconde Guerre mondiale, Jean Auchatraire, président de l'Association sportive de l'automobile club d'Auvergne et Louis Rosier relancent l'idée d'un circuit automobile autour de Clermont-Ferrand. Un tracé de 4  à   6 km répondant aux normes de sécurité et offrant de larges possibilités de parking est retenu à la sortie est de la ville. La catastrophe du 11 juin 1955 au Mans (84 morts et 120 blessés) remet tout en question puisque les courses sont provisoirement interdites.
L'idée d'un circuit de montagne, seul du genre en France, fait son chemin ; Auchatraire, Rosier et Raymond Roche, le responsable du circuit de Reims, travaillent à la consolidation du projet en cherchant des appuis politiques et financiers. Rosier se tue à Montlhéry avant la finalisation du projet, le virage avant la ligne droite porte son nom. Le circuit est inauguré le 27 juillet 1958 par Maurice Trintignant qui remporte la course de Formule 2.

## Louis Rosier constructeur
Tout au début des années 1950, la concession Renault de Louis Rosier à Clermont-Ferrand est la plus importante de France. Rosier est aussi concessionnaire d'équipements et de machines agricoles.
En 1951, il conçoit un coupé « coach » en aluminium sur base de Renault 4CV. Le modèle passe les certifications et reste un modèle unique. En 1953, il sort une barquette, là encore sur une base de 4CV. L’auto est envoyée au service compétition de Boulogne-Billancourt afin de courir au Mans, la même année, sous les couleurs Renault. L’équipage Jean-Louis Rosier/Robert Schollemann sauve l’honneur de la marque au losange. La barquette poursuit son existence en course, notamment au VIIe Circuit des Remparts, en 1955 et les six heures de Hyères. En 1963 la voiture est détruite lors d'un accident.
Enfin, Rosier conçoit un cabriolet sur une base de 4CV, présenté au salon de l’automobile de Paris, en 1956 ; il est construit à un peu plus de 200 exemplaires par Brissonneau,.
Auparavant, il conçoit un coupé à partir d'éléments mécaniques de Renault Frégate (carrosserie entièrement en aluminium, châssis tubulaire, moteur poussé à 80 chevaux et 950 kg). Ce coupé, unique, est homologué et fait partie d’une collection privée.

## Résultats en championnat du monde de Formule 1
| Saison | Écurie                                  | Châssis                              | Moteur                                                     | Pneus            | GP disputés | Points inscrits | Classement |
| ------ | --------------------------------------- | ------------------------------------ | ---------------------------------------------------------- | ---------------- | ----------- | --------------- | ---------- |
| 1950   | Écurie Rosier Talbot-Lago               | Talbot-Lago T26C Talbot-Lago T26C-DA | Talbot-Lago 6 en ligne                                     | Dunlop           | 6           | 13              | 4e         |
| 1951   | Écurie Rosier                           | Talbot Lago T26C-DA                  | Talbot-Lago 6 en ligne                                     | Dunlop           | 7           | 3               | 12e        |
| 1952   | Écurie Rosier                           | Ferrari 500                          | Ferrari 4 en ligne                                         | Dunlop Pirelli   | 4           | 0               | Nc.        |
| 1953   | Écurie Rosier                           | Ferrari 500                          | Ferrari 4 en ligne                                         | Dunlop Englebert | 7           | 0               | Nc.        |
| 1954   | Écurie Rosier Officine Alfieri Maserati | Ferrari 500 Maserati 250F            | Ferrari 4 en ligne Maserati 6 en ligne Maserati 6 en ligne | Dunlop Pirelli   | 6           | 0               | Nc.        |
| 1955   | Écurie Rosier                           | Maserati 250F                        | Maserati 6 en ligne                                        | Pirelli          | 3           | 0               | Nc.        |
| 1956   | Écurie Rosier                           | Maserati 250F                        | Maserati 6 en ligne                                        | Pirelli          | 5           | 2               | 19         |

## Résultats hors championnat du monde de Formule 1
Rosier participe à plus de 159 épreuves automobiles dont 38 Grands Prix de Formule 1 et 109 hors championnat. Il monte à plus de trente reprises sur un podium.
Il a couru en Formule Avant-Guerre, Sport, Formule 1, Formule 2, ainsi qu'en endurance.
| Catégorie    | Date           | Épreuve                             | Écurie                     | Auto                  | Position |
| ------------ | -------------- | ----------------------------------- | -------------------------- | --------------------- | -------- |
| Réglt. A-G * | juillet 1946   | 1er Prix des 24 Heures du Mans      | Privé                      | Talbot-Lago T26GS     | 3        |
| Formule 2    | juillet 1947   | 9e Grand Prix d´Albi                | Privé                      | Talbot-Lago T150SS    | 1        |
| Réglt. A-G   | août 1947      | 2e Grand Prix d'Alsace              | Privé                      | Talbot-Lago T150C Spl | 3        |
| Réglt. A-G   | août 1948      | 10e Grand Prix d´Albi               | Écurie Tricolore           | Talbot-Lago T26C      | 3        |
| Sport        | août 1948      | Circuit de Pescara                  | Écurie Tricolore           | Talbot-Lago Spéciale  | 3        |
| Réglt. A-G   | octobre 1948   | 5e Coupe du Salon                   | Écurie Tricolore           | Talbot-Lago T26C      | 1        |
| Réglt. A-G   | mai 1949       | 2e British Grand Prix               | Écurie Rosier              | Talbot-Lago T26C      | 3        |
| Réglt. A-G   | juin 1949      | 11e Grand Prix de Belgique          | Écurie Rosier              | Talbot-Lago T26C      | 1        |
| Réglt. A-G   | juillet 1949   | 11e Grand Prix d'Albi               | Écurie Rosier              | Talbot-Lago T26C      | 3        |
| Formule 1    | juin 1950      | 10e Grosser Preis der Schweiz       | Automobiles Talbot Darracq | Talbot-Lago T26C-DA   | 3        |
| Formule 1    | juin 1950      | 12e Grand Prix de Belgique          | Automobiles Talbot Darracq | Talbot-Lago T26C-DA   | 3        |
| Endurance    | juin 1950      | 18e 24 Heures du Mans               | Écurie Rosier              | Talbot-Lago T26GS     | 1 **     |
| Hors Champ.  | juillet 1950   | 12e Grand Prix d'Albi               | Ecurie Rosier              | Talbot-Lago T26C      | 1        |
| Hors Champ.  | juillet 1950   | 1er Grote Prijs van Nederland       | Automobiles Talbot Darracq | Talbot-Lago T26C-DA   | 1        |
| Sport        | juillet 1950   | 1er Grand Prix de Rouen-les-Essarts | Écurie Rosier              | Talbot-Lago T26GS     | 1        |
| Hors Champ.  | août 1950      | 19e Circuito di Pescara             | Automobiles Talbot Darracq | Talbot-Lago T26C-DA   | 2        |
| Formule Arg. | décembre 1950  | 4e 500 Millas de Rafaela            | Anthony Lago               | Talbot-Lago T26C      | 2        |
| Hors Champ.  | mars 1951      | 12e Grand Prix de Pau               | Écurie Rosier              | Talbot-Lago T26C-DA   | 2        |
| Hors Champ.  | avril 1951     | 1er Grand Prix de Bordeaux          | Écurie Rosier              | Talbot-Lago T26C-DA   | 1        |
| Hors Champ.  | mai 1951       | 5e Grand Prix de Paris              | Écurie Rosier              | Talbot-Lago T26C-DA   | 3        |
| Hors Champ.  | juillet 1951   | 2e Grote Prijs van Nederland        | Écurie Rosier              | Talbot-Lago T26C-DA   | 1        |
| Hors Champ.  | août 1951      | 13e Grand Prix d'Albi               | Écurie Rosier              | Talbot-Lago T26C-DA   | 2        |
| Hors Champ.  | août 1951      | 20e Circuito di Pescara             | Écurie Rosier              | Talbot-Lago T26C-DA   | 2        |
| Formule Arg. | mars 1952      | 1er Gran Premio de Montevideo       | Curie Rosier               | Ferrari 375           | 3        |
| Hors Champ.  | avril 1952     | 13e Grand Prix de Pau               | Écurie Rosier              | Ferrari 500           | 2        |
| Formule 2    | mai 1952       | 6e Grand Prix de Paris              | Écurie Rosier              | Ferrari 500           | 3        |
| Hors Champ.  | juin 1952      | 4e Grand Prix d'Albi                | Écurie Rosier              | Ferrari 375           | 1        |
| Formule 2    | juillet 1952   | 1er Grand Prix de Caen              | Écurie Rosier              | Ferrari 500           | 3        |
| Formule 2    | août 1952      | 11e Grand Prix de la Baule          | Écurie Rosier              | Ferrari 500           | 3        |
| Formule 2    | septembre 1952 | 4e Circuit de Cadours               | Écurie Rosier              | Ferrari 500           | 1        |
| Formule 2    | mai 1953       | 15e Grand Prix d'Albi               | Écurie Rosier              | Ferrari 375           | 1        |
| Sport        | juillet 1953   | 12 Heures de Reims                  | Talbot                     | Talbot-Lago T26GS     | 2        |
| Formule 2    | juillet 1953   | 5e Circuit du Lac                   | Écurie Rosier              | Ferrari 500           | 2        |
| Formule 2    | août 1953      | 3e Grand Prix des Sables-d'Olonne   | Écurie Rosier              | Ferrari 500           | 1        |
| Sport        | décembre 1953  | Circuit de Guadaloupe               | Écurie Rosier              | Talbot-Lago T26       | 3        |
| Hors Champ.  | août 1954      | 6e Circuit de Cadours               | Écurie Rosier              | Maserati 250F         | 3        |
| Sport        | mars 1955      | 2 Heures de Dakar                   | Écurie Rosier              | Ferrari 750 Monza     | 2        |
| Sport        | mai 1955       | 4 Heures du Forez                   | Écurie Rosier              | Ferrari 750 Monza     | 1        |
| Hors Champ.  | mai 1955       | 17e Grand Prix d'Albi               | Écurie Rosier              | Maserati 250F         | 2        |
| Sport        | mai 1955       | Grand Prix de Bougie                | Écurie Rosier              | Ferrari 750 Monza     | 1        |
| Sport        | août 1955      | Charterhall International           | Écurie Rosier              | Ferrari 750 Monza     | 2        |
| Hors Champ.  | août 1955      | 3e Daily Record Trophy              | Écurie Rosier              | Maserati 250F         | 3        |
| Sport        | octobre 1955   | Castle Combe International          | Écurie Rosier              | Ferrari 750 Monza     | 2        |
| Sport        | juin 1956      | 1 000 kilomètres de Paris           | Écurie Rosier              | Maserati 300S         | 1***     |

En 1953, Jean Trévoux fit personnellement venir Louis Rosier pour courir dans la Carrera Panamericana au Mexique, ce dernier terminant alors cinquième avec la Lago-Talbot sports-racer no 6.
* Réglt. A-G = règlement d'avant-guerre, ancêtre de la Formule 1 actuelle.

** Rosier remporta les 24 Heures du Mans 1950 après avoir tenu le volant de sa Talbot-Lago pendant plus de 23 heures, laissant le volant pour deux tours seulement à son fils, Jean-Louis Rosier.

*** (avec Jean Behra)